# Trichoderma glaucum
Trichoderma glaucum är en svampart som beskrevs av E.V. Abbott 1927. Trichoderma glaucum ingår i släktet Trichoderma och familjen Hypocreaceae.   Inga underarter finns listade i Catalogue of Life.